# Provincia di Maputo
La provincia di Maputo è una provincia del Mozambico meridionale. Prende il nome dalla città di Maputo, che però non appartiene amministrativamente alla provincia. Il capoluogo è Matola.

## Geografia fisica
La provincia confina a nord con la provincia di Gaza, a est si affaccia sull'Oceano Indiano, a sud confina con il Sudafrica ed a ovest confina con lo Swaziland ed il Sudafrica.
Il territorio è costituito da un'ampia pianura costiera fatta eccezione per i rilievi dei monti Lebomo al confine occidentale. Sulla costa si apre l'ampia baia di Maputo, delimitata a orienta da una penisola e dall'isola di Inhaca. Nel settentrione scorre il fiume Incomati, che dopo aver ricevuto da nord l'affluente Sabiè procede verso sud per sfociare nella baia di Maputo. A sud si trovano i fiumi di Tembe e Maputo, che sfociano nella parte meridionale della baia.
Il capoluogo Matola è situato nelle vicinanze del confine con lo Swaziland.

## Geografia antropica

### Suddivisioni amministrative
La provincia è divisa nei seguenti distretti:
- Boane
- Magude
- Manhiça
- Marracuene
- Matutuíne
- Moamba
- Namaacha